# Let’s Hear It for the Boy
Let’s Hear It for the Boy ist ein Lied von Deniece Williams aus dem Jahr 1984, das von Tom Snow und Dean Pitchford geschrieben wurde. Der Song ist 4:20 Minuten lang und erschien auf dem gleichnamigen Album. Er fand im Film Footloose Verwendung.

## Entstehung
Das Lied wurde für den Film Footloose geschrieben und findet in einer Szene Verwendung, in der Kevin Bacon dem linkischen Chris Penn das Tanzen beibringt. Ursprünglich war für die Szene allerdings ein anderes Stück vorgesehen, dessen aber die Crew nach rund acht Monaten Dreharbeiten überdrüssig war. Wie Drehbuchautor Dean Pitchford berichtete, wollten die Beteiligten einen neuen, frischeren Song mit weiblichem Gesang. So schrieb er einen neuen Text über ein Mädchen, das seinen Freund toll findet, obwohl er ihm beim Tanzen immer auf die Füße tritt; Tom Snow komponierte eine Melodie dazu. Pitchford kannte Deniece Williams von den Arbeiten am Titellied zu Höllenjagd bis ans Ende der Welt und er fragte bei Williams und dem Produzenten George Duke an, das Lied aufzunehmen. Mit dem ersten Take war er nicht zufrieden, weil ihm Williams’ Gesang „zu mädchenhaft“ erschien. Allerdings war Williams zu dem Zeitpunkt wieder in New York City, das Studio befand sich aber in Los Angeles. Die Sängerin wurde kurzfristig eingeflogen und nahm abends um 23 Uhr innerhalb von 20 Minuten den Gesang noch einmal auf. Williams wusste bis zur Filmpremiere nicht, in welcher Szene ihr Lied Verwendung finden sollte.

## Musikvideo
Am Anfang des Videos sitzt ein Junge allein in einem Klassenzimmer neben einer Tafel, auf der „Ich soll nicht herumzappeln“ („I will not fidget“) steht. Er zappelt mit den Beinen und ist erstaunt über Deniece Williams’ Erscheinen. Beide tanzen in der Klasse und gehen in ein anderes Zimmer, wo ein junger Mann auf einem Klavier spielt. Williams legt eine Platte auf, worauf auch er zu tanzen beginnt. Danach findet Williams sich inmitten eines Footballspiels wieder. Das Video endet damit, dass alle tanzen.

## Kommerzieller Erfolg

### Chartplatzierungen
Das Lied wurde am 14. Februar 1984 als Single veröffentlicht und ein Nummer-eins-Hit in den Vereinigten Staaten und Kanada. Die Single war der zweite von insgesamt fünf Top-40 Hits aus dem Soundtrack zum Film Footloose. Der Song wurde für die Oscarverleihung 1985 nominiert, verlor aber gegen Stevie Wonders I Just Called to Say I Love You.
| ChartsChartplatzierungen       | Höchstplatzierung | Wochen |
| ------------------------------ | ----------------- | ------ |
| Deutschland (GfK)              | 10 (13 Wo.)       | 13     |
| Schweiz (IFPI)                 | 19 (8 Wo.)        | 8      |
| Vereinigte Staaten (Billboard) | 1 (19 Wo.)        | 19     |
| Vereinigtes Königreich (OCC)   | 2 (15 Wo.)        | 15     |

| ChartsJahrescharts (1984)      | Platzierung |
| ------------------------------ | ----------- |
| Vereinigte Staaten (Billboard) | 13          |

### Auszeichnungen für Musikverkäufe
Let’s Hear It for the Boy wurde von der Recording Industry Association of America mit Platin ausgezeichnet.
| Land/Region                  | Auszeichnungen für Musikverkäufe (Land/Region, Auszeichnung, Verkäufe) | Verkäufe  |
| ---------------------------- | ---------------------------------------------------------------------- | --------- |
| Neuseeland (RMNZ)            | Platin                                                                 | 30.000    |
| Vereinigte Staaten (RIAA)    | Platin                                                                 | 1.000.000 |
| Vereinigtes Königreich (BPI) | Gold                                                                   | 400.000   |
| Insgesamt                    | 1× Gold · 2× Platin ·                                                  | 1.430.000 |

## Coverversionen
- 2008: The Ting Tings